# 1566 en science
| Années de la science : 1563 - 1564 - 1565 - 1566 - 1567 - 1568 - 1569    |
| Décennies de la science : 1530 - 1540 - 1550 - 1560 - 1570 - 1580 - 1590 |

Cet article présente les faits marquants de l'année 1566 en science.

## Événements
- 28 octobre : l'astronome danois Tycho Brahe observe une éclipse de lune[1].
- 29 décembre : Tycho Brahe, étudiant à l'Université de Rostock, perd une partie de son nez dans un duel avec son compatriote Manderup Parsberg à propos d'une formule mathématique[2].

## Publications
- Rembert Dodoens : Frumentorum, leguminum, palustrium et aquatilium herbarum, ac eorum quae eo pertinent historia, Anvers, 1566 ;
- Antonio Mizauld : Centuriae XII. Memorabilium utilium, ac iucundorum in aphorismos arcanorum omnis generis locupletes, perpulchre digestae; partim ab Antonio Mizaldo Monluciano, Medico; partim ex aliis fide dignis probatisque auctoribus excerptae. Editio novissima, in decem capita, melioris ordinis gratia, distributa. Paris, 1566. Nuremberg, Impensis Johannis Zigeri, 1681 ;
- Pedro Nunes : Petri Nonii Salaciensis Opera, 1566. Réédition augmentée et corrigée sous le titre De arte atque ratione navigandi en 1573 ;
- Willem Raets : Arithmetica. Die fundamenten seer grondelyck verclaert, ende met veel schoonder questien geillustreert (Arithmetica, avec ses fondements illustrés par de nombreuses questions d'école).

## Naissances
- 2 février : Michael Sendivogius (mort en 1636), alchimiste et médecin polonais.
- 8 mars : Giuseppe Biancani (mort en 1624), jésuite, astronome et mathématicien italien.

## Décès

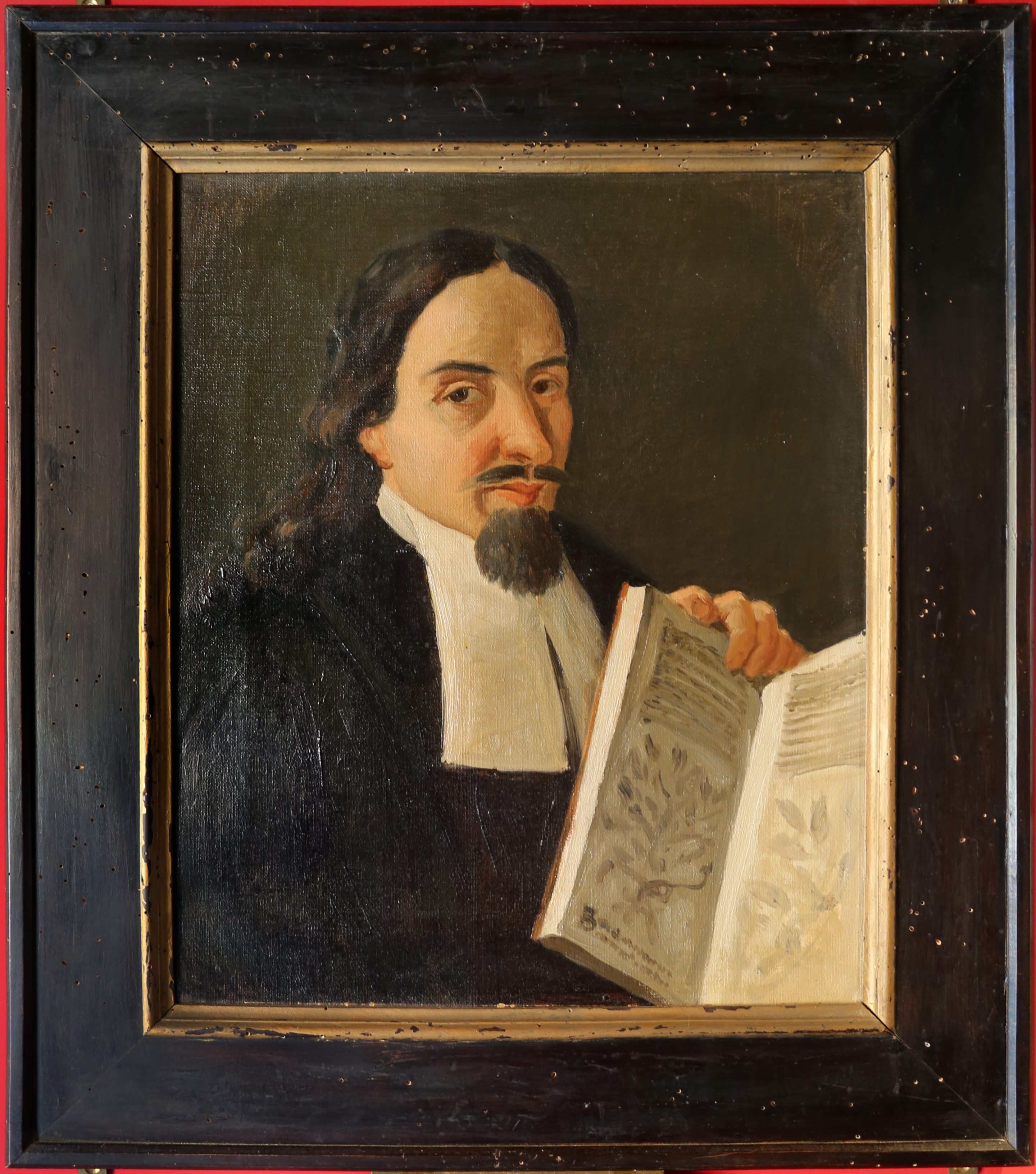
Luca Ghini

- 4 mai : Luca Ghini (né en 1490), médecin et botaniste italien.
- 10 mai : Leonhart Fuchs (né en 1501), médecin et botaniste allemand.
- 2 juillet : Nostradamus, (né en 1503), apothicaire et astrologue français.
- 30 juillet : Guillaume Rondelet (né en 1507), médecin et naturaliste français.

- Girolamo Ruscelli (né vers 1500 ou 1518), polygraphe et alchimiste italien.
- Après 1566 : Charles de Bovelles (né en 1479), philosophe et mathématicien français.